# Pierre-Frédéric Sarrus
Pierre Frédéric Sarrus (Saint-Affrique, 10 marzo 1798 – 20 novembre 1861) è stato un matematico francese. Noto per aver risolto le matrici

## Biografia
Professore presso l'Università di Strasburgo (1826-1856) e membro dell'Accademia delle Scienze di Parigi (1842), fu autore di numerosi trattati, tra cui uno sulla soluzione di equazioni numeriche con incognite (1842), uno sugli integrali multipli e le loro condizioni di integrabilità, uno sulla determinazione delle orbite delle comete.
È noto per aver scoperto una regola mnemonica, poi denominata regola di Sarrus, per calcolare il determinante di una matrice 3x3. L'espediente fornisce un metodo facilmente memorizzabile per lavorare con determinanti di matrici quadrate del terzo ordine, ma il suo limite sta nella sua non applicabilità per matrici quadrate di ordine diverso. Sarrus dimostrò anche il lemma fondamentale del calcolo delle variazioni.
I numeri di Sarrus sono pseudoprimi di base 2.